# Valgus (aandoening)

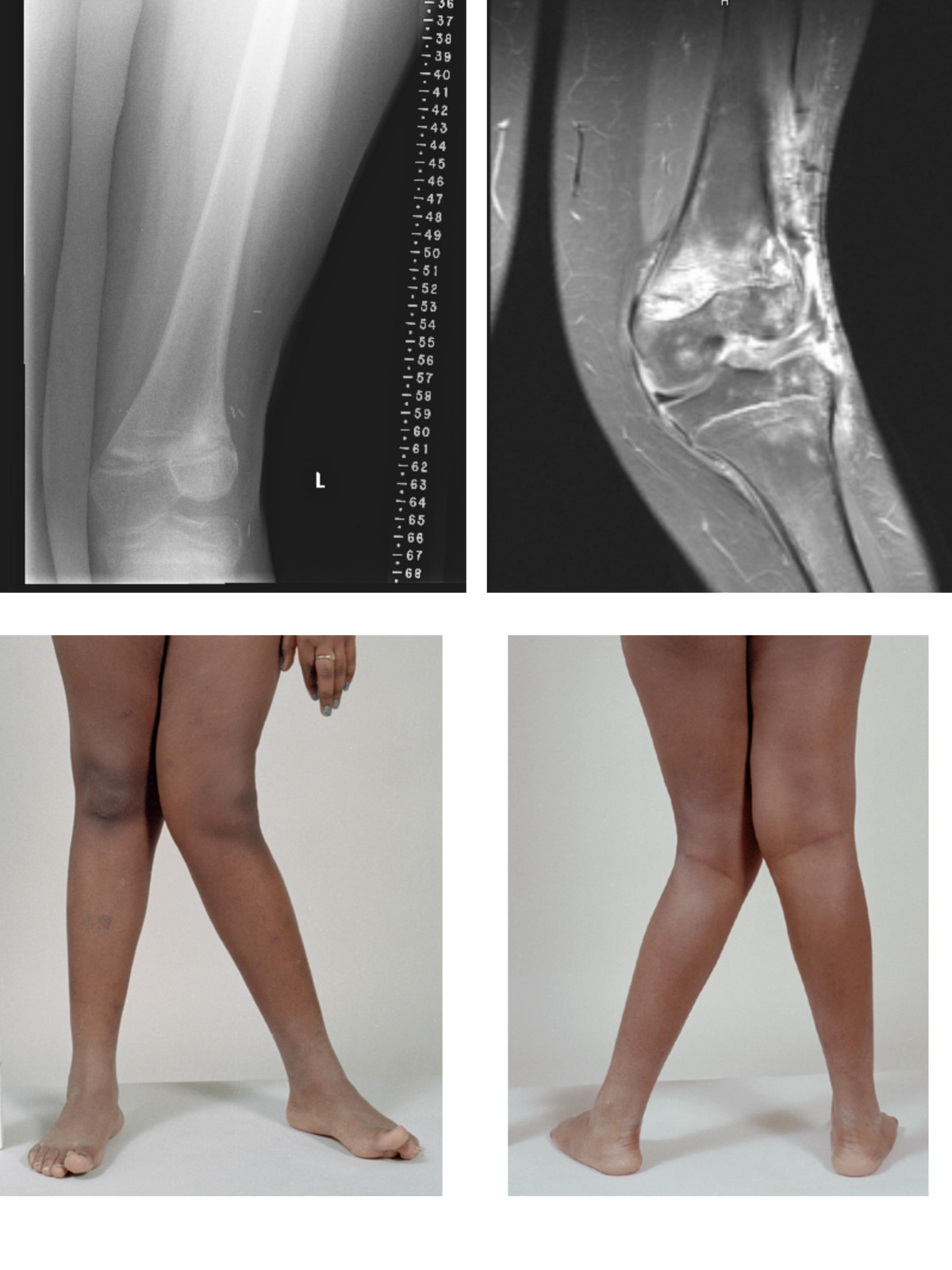
Valgus afwijking in röntgenfoto en MRI

Valgus is de standafwijking van een ledemaat waarbij het distale deel van de mediaanlijn afwijst. Het tegenovergestelde is varus.
Bij een valgusstand van de knieën staan de onderbenen naar buiten (x-benen, genua valga). Bij een hallux valgus wijst de top van de grote teen naar buiten, terwijl de basis naar mediaan is verschoven. Vergelijkbare afwijkingen komen voor bij de heupen (coxa valga), de enkels (talipes valgus) en de ellebogen (cubitus valgus).
Standsafwijkingen kunnen zowel symmetrisch als asymmetrisch voorkomen. De grootte van de afwijking kan worden gemeten door rechtstreeks de hoek in het gewricht te bepalen (bij x-benen de hoek tussen boven- en onderbeen) of door de afstand tussen twee punten te meten (bij x-benen de afstand tussen de enkels terwijl de knieën elkaar raken). In het eerste geval is het meestal nodig een röntgenfoto te maken; nadeel van de tweede methode is dat niet alleen de hoek maar ook de lengte de afstand beïnvloedt.
Een valgusstand kan worden veroorzaakt door ziektes als chronische nierinsufficiëntie en rachitis. Meestal is er echter geen pathologische oorzaak, kinderen tussen 2 en 7 jaar hebben gewoonlijk een valgus.